# Juani Mister^Fly
Juani Mister^Fly (1969 Sevilla, España), también conocido como Juanimisterfly, Mr^Fly o Juan Clark, es un músico y productor de música electrónica con más de 20 años a sus espaldas en el panorama musical español. Comenzó su carrera musical a finales de los años 80 y hasta la fecha sigue en activo con varios proyectos musicales paralelos.
Sus remezclas y colaboraciones le han llevado a lo largo de los años a trabajar o colaborar con artistas de la escena electrónica como Alaska, Fangoria, Nacho Canut, Niños del Brasil y L-kan entre otros.

## Biografía

### Primeros pasos
Su primera banda la formó a finales de los años ochenta, cuando la escena electrónica oscura estaba arraigada a una minoría de oyentes. Bandas como Depeche Mode, The Cure, New Order o Front 242, eran la tónica musical que escuchaba por aquellos años y que le llevaron a montar Inquieto Teatro, su primera banda en la que se inició como teclista. Todo aquello fue muy ingenuo, pero fue una forma de descubrir como funcionaba interiormente un grupo musical.
Tras un largo tiempo de ensayos grabó su primera maqueta y decidió buscar a otros músicos que complementasen, dando más nivel a su trabajo musical. Así formó Amargos Besos, que podría considerarse una de las primeras bandas de pop oscuro formadas en Sevilla.

### Años 90
Comenzaba la década de los 90s y Amargos Besos dieron muchos conciertos, grabando un par de maquetas y actuando en televisión, en el programa “40 grados a la sombra" de Tele Sur (conexión regional de TVE en Andalucía). La banda se separó en 1992, año en el que emprende una nueva carrera musical.
Miguel A., Santi Virus, miembros de Amargos Besos junto a Juani Mister Fly, dan un paso más a la electrónica y junto a Josué Naranjo (programación y teclados), crean un nuevo grupo llamado La Nueva Asamblea. Banda con un tecnopop muy comercial en la línea de OBK, Santuario, Ray o Viceversa. Por decisión más tarde se acortó el nombre del grupo a Asamblea.
Firmaron con el sello Énfasis Records y grabaron un maxi-single producido por David Ferrero (A.S.A.P.). La carrera musical de este nuevo proyecto despuntó rápidamente, e hicieron muchos infinidad de conciertos patrocinados por 40 Principales, actuando en lugares emblemáticos como Cartuja 93 en Sevilla, escenario emplazado en lo que fue el lago artificial de la Expo 92.
En esa época Asamblea actuó en varios festivales “Super 1” con los 40 Principales (camión escenario que recorría las ciudades españolas con los artistas españoles del momento en 40 Principales).
En el instante cumbre de la banda, Santi Virus y Juani Mister^Fly deciden abandonar el grupo para formar otros proyectos. De aquí nacieron bandas electrónicas sevillanas como Genetika OO3 o No Model´s.
Asamblea mientras tanto en 1994 editó el álbum ”Mil encantos” producido por Juan Acuña con canciones nuevas y otras del repertorio.
En 1995, Genética 003 fueron ganadores del concurso “Baila Autor” de los 40 Principales y la SGAE. Con el dinero del premio grabaron junto a Alex Mode (Voz) en los Estudios Central Tarifa en Punta Paloma (Cádiz).
Un año más tarde, en 1996 el grupo Lemon^Fly, banda abanderada por la voz de Tato^Gato y las programaciones de Attikus, invitan a Juani Mister^Fly a formar parte del proyecto.
En 1997 graban su primer álbum CD ”Vital” junto a Fangoria, banda formada por Alaska y Nacho Canut. Temas como "Cebras", "Corre hacia el sol" (versión de la banda Erasure) o "Ojos de Tormenta" fueron parte destacada del apoyo de Fangoria a Lemon^Fly, donde la conjunción de la voz de Alaska junto a la de Tato^Gato es una perfecta muestra del cálido renacer de la música electrónica española en los años 90.
Otros músicos del panorama español aportaron su grano de arena, realizando remixes. Éste fue el caso remix realizado por Madelman, músico electrónico representativo de Bilbao en aquellos tiempos, que remezcló el tema Cebras.

### Años 2000-2003
En el año 2000 Lemon^Fly ficha por Sony Music y en noviembre editan su segundo CD ”Síndrome de Peter Pan” producido por Carlos Jean y Arturo soriano. Este segundo álbum, vuelven a contar con la colaboración de Alaska/Fangoria en Lemon^Fly a las voces, en temas como "Del color del aire" y "Baja Fidelidad". Colaboración de Alaska con Lemon^Fly.
Cambios de personal en la discográfica hacen que pidan la carta de libertad y se autoediten el tercer trabajo en 2003, llamado Lemondrama, el extraño caso de Tato ^ gato y Mr.Fly.

### Año 2004
Su inquietud y ansia por la música, obligan a Juani Mister^Fly a crear nuevos proyectos. En 2004 hace varias canciones con letras llenas de humor bajo el nombre de POSTURA 69. La aceptación del humor y la electrónica hacen que el proyecto se consolide junto a Jose Blond (baterista).
El boca a boca les hizo ser "mp3 de oro" en descargas gratuitas en internet en aquel momento. Se aliaron numerosos fan y fueron teloneros del grupo Aviador Dro, banda mítica de la escena española de los 90. Postura 69 llegó a dar tan sólo dos conciertos y en 2004 pusieron fin al proyecto.
Su hit musical más sonado con Postura 69 fue la canción "Nunca Serás Como María Patiño", que sonó innumerables veces en programas de radio como Gomespuma de (Antena3, Onda Cero, M-80). Esto les llevó a que reaparecieran en 2006 para hacer una actuación en el programa "¿Donde Estás Corazón?" (más tarde llamado DEC) de Antena 3, con la colaboración vocal de Antonio Bret, también conocido como "La Antonia Pincha Dj", que más tarde fue asiduo colaborador en el programa Se Llama Copla de Canal Sur Televisión.
Por otro lado en 2004, su amistad con Jose Prima, antiguo bajista de la célebre banda grunge española Amphetamine Discharge, le lleva a reunirse nuevamente con Miguel A. Soto y Jose Blond, Jose Prima para crear la banda GIF, la cual más tarde pasaría a llamarse Puntomatik por el parecido que tenía con la banda The Gift.

### Año 2005
El descontento del cambio de nombre llevó a que éste fuese cambiado finalmente a Analogical Love y en 2005 graban un álbum a medio camino entre la “indietrónica” de Lali Puna y el pop británico de New Order. Tras unas negociaciones frustradas con un sello discográfico sevillano el disco nunca se editó.
Fue entonces cuando Miguel A. Soto y Juani Mister^Fly se ponen manos a la obra con Parabólica.

### Año 2006
En 2006, Parabólica editan el CD “2080”, siendo editado para España por Susurrando Discos, sello dirigido por el letrista y pintor Pablo Sycet, y en México por Isaac de Junkie Records. Parablólica realizaron varios conciertos y grabaron para el programa IPOP de La 2 de RTVE presentado por Jesús Ordovas y La China Patino, actuación que nunca se emitió por ser retirado el programa de parrilla por falta de audiencia.
Un poco más tarde tuvieron aparición en directo para el programa “M1M, mil y una músicas” de Canal Sur 2 presentado por el cantante David de María. En este proyecto nos acompañaban como músicos Jose Blond a la batería y Jose Prima (Amphetamine Dischargue) a la guitarra.
En 2006 también compone canciones y produce el primer disco “No me canso de mirar el mar” para el artista catalán Jose Ángel Hernández El Día Día Eterno, editado en México por Isaac Junkie Records.

### Año 2007
En 2007 junto al actor catalán Xavi Sideboy forma Electronikboy, pop electrónico bailable cantado en Francés. Éste es un proyecto en la distancia y experimental para Juani Mister^Fly, dado que su modo de trabajar se realiza en todo momento sin llegar a grabar juntos. Un experimento que acaba cuajando con Xavi desde Santa Coloma de Gramanet (Barcelona) y Mister^Fly desde Sevilla.
Este proceso dura un año y da como fruto 14 canciones. El proyecto se presenta a Susurrando Discos, y se edita el CD “Débuts”. El trabajo recibió muy buenas críticas tanto por el público como por la prensa especializada y recibiendo el premio al mejor disco “electro-dance ” que otorga la revista LH Magazín.
En ese mismo año, crea nuevo proyecto junto Jose Prima (guitarra), Santi Virus (bajo), Jose Blond (batería), llamado Munich 72. Con su estética militar significativa en el escenario, editan su primer CD “Retrocediendo hacia el futuro” con Susurrando Discos a finales de 2007.

### Año 2008
En 2008 y con cambios en la formación reduciéndola a trío, lanzan el mini álbum Mil Bits y meses más tarde invitan a varios artistas para que realicen remezclas, entre los que destacan los productores Big Toxic y Antonio Escobar, este último con su banda Maydrim.
Paralelamente a Munich 72, los miembros de la banda crean REVOX 3 donde versionean clásicos del tecnopop, del Italo disco y de la New Wave de los 80´s y 90´s.
En 2008 compone canciones y produce el segundo disco “Invisible” del artista catalán Jose Ángel Hernández EL DIA ETERNO, autoeditado por el y con portada de La Mujer Barbuda, significante colectivo de diseñadores y Djs en la escena de la famosa sala sevillana Obbio Club.
Ese mismo año, sale a la luz el primer disco en solitario de Juani Mister^Fly llamado “Retroactual”, con mezclas de estilo de electrónica bailable como el Electrohouse, Trance, EBM, Retro Dance, etc… El disco se editó en 2008 con Susurrando Discos y con portada realizada por Jaime Carry-on.
En 2008 Electronikboy se presentan con la canción “Mon petit ouseau” al concurso de Eurovisión, para ser candidatos a representar a España en Moscú. El sistema del concurso aquel año estaba basado en votos a los artistas, por parte de los internautas vía internet. En la primera fase de votaciones a través de internet, Electronikboy fue la banda más votada en la categoría de Música Electrónica y pasando directamente a la siguiente fase.
Este éxito en las votaciones les lleva directamente a actuar en las galas de TVE1, siendo el objetivo real con el que la banda se presenta al concurso, el obtener promoción teniendo en puertas la salida del segundo trabajo VOILÁ!
Voilá! vería la luz en los primeros meses de 2009. El disco tiene tal éxito que llegan a realizar conciertos incluso fuera de España, actuando en lugares como New York y en dos salas de Japón. En estos conciertos Juani Mister^Fly fue sustituido por Víctor Hugo Ramos (manayer de la banda), en el escenario, ante la imposibilidad de asistir Mr^Fly por su apretada agenda.

### Año 2009
En 2009, sus proyectos Munich 72 y Revox 3, reciben un nuevo miembro de la escena musical sevillana llamado Use&Abuse, también conocido por sus trabajos fotográficos con ambas bandas.
El 11 de julio de 2009, Revox 3 realiza el tributo a Depeche Mode llamado "Fiesta del Universo", obteniendo un éxito total aquella noche. La masiva asistencia de público durante el concierto, causó largas colas que impedían el acceso de nuevo público al local. El evento tuvo lugar como fiesta preconcierto del concierto de Depeche Mode en Sevilla.
Ese mismo año, Tato^Gato, Attikus y Juani Mister^Fly regresan como Lemon^fly, tras casi seis años sin trabajo nuevo, se encierran en el estudio para realizar un nuevo trabajo, “Subterfugios y placebos”. El disco termina viendo la luz en 2010 y es editado por Susurrando Discos en España y en Molécula Records en México. El disco cuenta con una remezcla de Jet 7 proyecto en solitario de Nacho Canut de Fangoria. La portada volvió a ser realizada por el colectivo "La Mujer Barbuda" de Sevilla. “Mi peor enemigo” fue el primer adelanto del nuevo trabajo de Lemon^Fly.

### Año 2010
En 2010 también sale a la luz el nuevo álbum de Múnich 72, llamado "Tu Belleza Nuclear". Disco que contiene los mismos tracks que el anterior mini Lp "Mil Bits", más otras nuevas canciones que completan el álbum. La portada y fotografía del disco fueron realizados por Use&Abuse ya como miembro de la banda.
Por otro lado Juani Mister^Fly participa en el disco en solitario de Jet 7.

### Año 2011
En mediados de 2011 se pausan los proyectos Munich 72 y Revox 3. En ese momento Juani Mister^Fly emprende dos nuevos proyectos, Conmutadores y Conttrol.

### Año 2012
Para formar Conmutadores cuenta con Jose Blond a la batería, Xelo Rico a los teclados (miembro nuevo de la conocida banda RAY) y Victor M. Pacheco a las voces, componente este último de la banda DAI. El proyecto nace como mero entretenimiento sin ansia de objetivo pero acaba convirtiéndose en una de las más fuertes apuestas hasta la fecha.
Conmutadores lanza su primer álbum bajo el título de "Hello" con el apoyo de Jaime Marco de Talibán Music y recibiendo una gran aceptación por el público. Su gira "Hello Tour" les lleva a diferentes lugares como Barcelona o el festival Monkey Week en el Puerto de Santa María en Cádiz.
Más tarde el álbum Hello salta el charco y es editado en México por Molécula Records, bajo el nombre de Hello (Update).
A finales de 2012 emprende junto a Jose Blond y Use&Abuse, el proyecto Conttrol, dedicado a la música electrónica de baile dura y contundente. Con influencias como Nitzer Ebb, DAF, Front 242, Motor, Chemical Brothers o Prodigy, Juani Mister^Fly se adentra en un proyecto lleno de nuevas visiones. El disco saldrá aproximadamente a finales de 2012 y ha sido mezclado y masterizado por el productor Antonio Escobar, reconocido por sus innumerables éxitos en música para publicidad televisiva y cine.

## Trabajos
Los trabajos musicales de Juani Mister^Fly hasta la fecha, han sido un compendio de publicaciones discográficas, producciones, remezclas para otros artistas y apariciones en televisión, así como diversas funciones de manayer y dirección de artistas.

## Discografía editada
- Munich 72 "Tu Belleza Nuclear" 2010 AUA MUSIC Diseño Portada: Use&Abuse
- Lemon^Fly "Subterfugios y placebos (Edición Española)" Susurrando Discos 2010 Diseño Portada: La Mujer Barbuda
- Lemon^Fly "Subterfugios y placebos (Edición Mexicana)" Molécula Records 2010 Diseño Portada: Erik Plata
- Electronikboy "Voilá!"Susurrando Discos/Locomotive - 2009 Diseño portada: La Mujer Barbuda
- Munich 72 "Mil bits" Autoeditado - 2008 Diseño portada: La Mujer Barbuda
- Juani Mister^Fly "Retroactual"Susurrando Discos/Junk Records - 2008 Diseño portada: Jaime Carry-on
- Munich 72 "Retrocediendo hacia el futuro" Susurrando Discos/Junk Records - 2007 Diseño portada: Santi Virus, Fotografía: Use & Abuse
- Electronikboy "Débuts" Susurrando Discos/Junk Records - 2007 Diseño portada: La Mujer Barbuda
- Lemon^Fly "Hasta el infinito y más allá" 2006 Molécula Records/Noise Kontrol - México - Diseño portada: Arlo Guzmán
- Parabólica "2080" Edición México Isaac Junkie Records - 2006 Diseño portada: La Mujer Barbuda
- Lemon^Fly "Lemondrama; el extraño caso de Tato^Gato y Mr.fly" Digital Recording - 2003 Diseño portada: Erik Plata
- Lemon^Fly "Síndrome de Peter Pan" Columbia/Sony Music - 2000 Diseño portada: Rafa Mateo Fotografía: Samuel Sánchez
- Lemon^Fly "Del color del aire" Single - Columbia/Sony Music - 2000 Fotografía: Samuel Sánchez
- Parabólica "2080" Susurrando Discos/Subterfuge Records/Universal - 2006 Diseño portada: La Mujer Barbuda
- Lemon^Fly + Fangoria "Vital" Doble Onda / Surco - 1998 Diseño portada: Tato^Gato
- Asamblea "Donde puedo encontrarte" Maxisingle Énfasis Records -1993

## Producciones a otros artistas
- El día eterno "Invisible" - 2006 Diseño portada: La Mujer Barbuda
- El día eterno "No me canso de mirar el mar" Isaac Junkie Records - 2006 Diseño portada: Verónica Rivera
- Jet 7 (Nacho Canut) - Mastering del álbum "Plan B" 2008
- Jet 7 (Nacho Canut) - Mastering del álbum "Cactus 2010"
- Jet 7 (Nacho Canut) - Mastering del álbum "Combulsionismo Compacto" 2011

## Remezclas realizadas
- Fangoria: A tu lado, Eternamente inocente, Amor apache[17]
- L-Kan: Aburrida de estar salida, La más fané
- Niños Del Brasil NDB: las calles de Teruel (Flyik mix Juanimisterfly)
- La Prohibida: Amoreux Solitaires, No busques compañía, Flash
- Roberta Marrero: En un rincón de tu corazón, Acostumbrada
- R.Marrero+Elektro: Estoy llorando por ti
- Pedro Marín: Gold, Pulpo Negro
- Spunky: Hipnotized, Saber de ti
- Sarassas Music (McNamara): Quien es ese hombre, Doctor April lo pi Indiscriminadamente
- Putirecords: Nave abandonada, Viólame
- Lorena C.: Adicta
- Niños del Brasil: Estrella fugaz, Las calles de Teruel, Más allá
- Alive: Acelerada, O tu o yo
- "Estoy llorando por ti (remix)" de Roberta Marrero + Elektro - Susurrando Discos/Junk Records
- ¿Quién es ese hombre? (remix) Sarassas Music (McNamara) "Mariclones" Susurrando Discos/Subterfuge Records/Universal
- "Don´t say" (remix) Isaac Junkie "Talking about love" Susurrando Discos/Universal
- Antonomasia: Noches de tormenta. Álbum: Gold (Flor y nata records 2011)

## Recopilaciones en las que aparece
- VV.AA "Opus gay, música en otra dimensión" Susurrando Discos/Junk Records - 2007 Diseño portada: Pablo Sycet

"Estoy llorando por ti (remix)" de Roberta Marrero + Elektro
"Sous la neige" Electronikboy
"Un secreto" Parabólica
- VV.AA. "Modular, para el corazón" Molécula Records/Noise Kontrol - 2007 "Alas para poder volar" Parabólica
- VV.AA "Diversiones" Susurrando Discos - 2007 Diseño portada: Roberta Marrero

01.-Lemon^Fly + Fangoria con la canción "Corre hacia el sol"
03.-Electronikboy con la canción "J´taime, mois non plus"
05.-remezclando el "Amoreux slitaires" de La Prohibida
09.-Munich 72 con la canción "Estuve enamorado"
11.-Parabólica con la canción "No será"
15.-Mesalina Cry + Juanimisterfly con la canción "Autosuficiencia"
- Sarassas Music (McNAMARA)"Dangerous Bimbow" Susurrando Discos - 2007

"Doctor April Lo Pí"
"Indiscriminadamente" de la película "Chuecatown"
- Sarassas Music (McNAMARA) "Mariclones" Susurrando Discos/Subterfuge Records/Universal - 2006 Diseño portada: Pablo Sycet

13 - ¿Quién es ese hombre? (remix)
- Isaac Junkie "Talking about love" Susurrando Discos/Universal - 2006 Diseño portada: Verónica Rivera

13 "Don´t say" (remix)
- VV.AA. "Ardientes, canciones a punto de ebullición" Susurrando Discos/Subterfuge Records/Universal - 2006 Diseño portada: David López Muñoz

07.-Postura 69 "Sadomasodisco"
11.-Parabólica "Fuego"
- VV.AA. "Ahora y aquí Vol.2" Susurrando Discos/Subterfuge Records/Universal - 2006 Diseño portada: Pablo Sycet

02.-"¿Quién es este hombre? (Juanimisterfly remix) canción de Sarassas Music
05.-"Acostumbrada (Juanimisterfly remix) canción de Robera Marrero
07.-"La nave abandonada (Juanimisterfly remix) canción de Putirecords
16.-Parabólica con la canción "Tipográfias"
- VV.AA. "Ahora y aquí" Vol.1 Susurrando Discos - 2005 Diseño portada: Pablo Sycet

04-"En un rincón de tu corazón (Juanimisterfly remix)" canción de Roberta Marrero
11-"Hipnotized (Juanimisterfly remix)" canción de Popbitch+Spunky
16-Con Parabólica con la canción "Bajo el cielo"
18-"No busques compañía (Juanimisterfly remix)" canción de La Prohibida.
- "Viva el pop" Subterfuge Records - 2005 Diseño portada: Mario Feal

01: cd1 "Hipnotized" Spunky (por error no aparece en los créditos)
08: cd1 "La más fané" (Lemon^fly remix) Lkan
18: cd2 "Bajo el cielo" Parabólica
- VV.AA "Electrospain" Subterfuge Records - 2004 Diseño portada: Mario Feal

016.- "Mienteme otra vez" Lemon^fly
- VV.AA. "Intermentaldanze" Zbomb! Records/Alia Discos - 2002 Diseño portada: Pablo Sycet/Pentimento

09.- cd1 "Bailando en contrapunto" Mr^Fly.
- "Amor apache" FANGORIA+VICTOR COYOTE - Club Fan Fatal - 2002 Diseño portada: Javier Aramburu

05.- "Amor apache" (Los niños Digitales remix) Sergio Cano+Juani Mr^Fly
- Fangoria "El infierno son los demás" Subterfuge Records - 2000 Diseño portada: Javier Aramburu

06.- cd1 "A tu lado" (Lemon^fly remix)
- VV.AA. "OVERGROUND Compilation electronic music" Virtual Rec.Music - 1998 Diseño portada: Javier Domínguez

05.- "Palais and bass" con el pseudónimo THE DROP

## Premios
- 1995 “Baila Autor” de los 40 Principales y la SGAE.
- 2007 Mejor disco “electro-dance ” que otorga la revista LH Magazín.[18]
- 2010 Electronikboy finalistas para la gala final Eurovisión España al mejor grupo electrónico

## Televisión
- "¿Donde Estás Corazón?" Antena 3 Televisión[19]
- Electronikboy directo en Eurovisión gala finalistas España[20]

## Video clips
- Voilà! de electronikboy por Garbi KW http://www.youtube.com/watch?v=LPERh_XYd7I
- Lemon^fly - Subterfugios y placebos por Garbi KW http://www.youtube.com/watch?v=ZJWecNWUy-g
- Electronikboy - je dis non por Garbi KW http://www.youtube.com/watch?v=heMRhJLzrvM
- Lemon^Fly - desde hoy por Garbi KW http://www.youtube.com/watch?v=WhLwXsU5XKk
- Electronikboy featuring JacidBros - ÇA VA? por Garbi KW http://www.youtube.com/watch?v=D72Fj14ICbw
- Munich 72 - Belleza nuclear por Garbi KW http://www.youtube.com/watch?v=h2tQk4fTHHY
- Electronikboy - je dis non (directo en catwalk) por Garbi KW http://www.youtube.com/watch?v=CpfIUXbJ_RI
- Electronikboy "le fric est chic" remezcla de Jet 7 aka Nacho Canut Remix por Garbi KW http://www.youtube.com/watch?v=_haAXr1DlN4
- Juanimisterfly - do it yourself por Garbi KW http://www.youtube.com/watch?v=Cfqs87mdByg
- Juan Luis Molero por Garbi KW KW http://www.youtube.com/watch?v=McSfRXWYhfE
- Electronikboy - cares noves por Garbi KW http://www.youtube.com/watch?v=UTS85OL45ok
- Electronikboy - エレクトロニックボーイ - Dance! - ダンス! - PREVIEW por Garbi KW http://www.youtube.com/watch?v=HKqf7PdeDXU
- Munich 72 "Cuando dices que no" por Use&Abuse[21]